# Жена мога брата (филм)
Жена мога брата (шп. La mujer de mi hermano) мексички је филм снимљен по истоименој књизи Хаимеа Бајлија. Филм је 2005. режирао Рикардо де Монтреј.

## Глумци
| Глумац          | Улога |
| --------------- | ----- |
| Барбара Мори    |       |
| Маноло Кардона  |       |
| Кристијан Мајер |       |
| Бруно Бичир     |       |
| Габи Еспино     |       |
| Анхелика Арагон |       |
| Бето Куевас     |       |
| Давид Лече      |       |

## Занимљивости
Прве недеље приказивања филм је зарадио око 800.000 америчких долара. До приказивања на шпанском филмском фестивалу Ибероамерикан у Уелви, филм је погледало око 850.000 гледалаца.